# 영 플랜
영 안(Young Plan)은 1929년에 작성되어 1930년에 실행된, 제1차 세계 대전 패전국인 독일의 배상 부채를 조정하기 위한 계획이다. 미국의 영(O. D. Young)을 위원장으로 하는 위원회에서 발표되었다.
배상 총액은 358억 금태환(金太換) 마르크로 경감되고, 59년 동안의 연부(年賦) 지불이 결정되었다. 그러나 대공황으로 인하여 외국 자본이 회수되자 거듭 독일 경제는 혼란스러워져, 1932년 로잔 회의에서 다시 수정되어 30억 금태환 마르크로 감액되었다. 나치스는 영의 안에 반대 운동을 일으켜 국민의 인기를 얻었다.

## 같이 보기
- 도스 안

## 참고 문헌
- 이 문서에는 다음커뮤니케이션(현 카카오)에서 GFDL 또는 CC-SA 라이선스로 배포한 글로벌 세계대백과사전의 내용을 기초로 작성된 글이 포함되어 있습니다.